# Stijn Vangeffelen
Stijn Vangeffelen (Zoutleeuw, 8 januari 1983) is een Belgisch voormalig voetballer die als verdediger voor onder andere Sint-Truidense VV, KVC Westerlo, Helmond Sport en FC Eindhoven speelde.

## Carrière
Stijn Vangeffelen speelde in de jeugd van Rode Duivels Zoutleeuw, KVK Tienen en Sint-Truidense VV. Hij debuteerde voor STVV op 10 februari 2002, in de met 1-2 verloren thuiswedstrijd tegen RWDM. Hij kwam in de 55e minuut in het veld voor Thomas Caers. De week erna mocht hij tegen Germinal Beerschot in de basisopstelling beginnen. In het seizoen 2002/03 speelde hij dertien wedstrijden voor het Sint-Truiden wat vierde werd in de Eerste klasse, en was hij als invaller actief in de bekerfinale die met 1-3 verloren werd van RAA Louviéroise. Vangeffelen werd nooit een vaste waarde bij STVV, en hoewel hij in eerste instantie zijn contract zou verlengen, vertrok hij in 2004 naar KVC Westerlo. Hier werd hij in de laatste maanden van het seizoen pas een vaste waarde, en na een seizoen vertrok hij ondanks dat zijn contract nog twee jaar doorliep. Hij maakte de overstap naar Helmond Sport, waar hij een contract voor twee jaar tekende. Hier was hij in zijn eerste seizoen een vaste basisspeler, en scoorde hij in de met 2-2 gelijkgespeelde uitwedstrijd tegen De Graafschap de 2-2, het enige doelpunt in zijn profcarrière. In het tweede seizoen kwam hij minder vaak in actie en werd hij de tweede seizoenshelft verhuurd aan FC Eindhoven. Hierna speelde hij nog in het amateurvoetbal voor KFC Racing Mol-Wezel, K. Everbeur Sport en VV Houtem.

### Statistieken
| Seizoen                                                    | Club              | Land           | Competitie     | Competitie | Competitie | Beker | Beker | Overig* | Overig* | Totaal | Totaal |
| Seizoen                                                    | Club              | Land           | Competitie     | Wed.       | Dlp.       | Wed.  | Dlp.  | Wed.    | Dlp.    | Wed.   | Dlp.   |
| ---------------------------------------------------------- | ----------------- | -------------- | -------------- | ---------- | ---------- | ----- | ----- | ------- | ------- | ------ | ------ |
| 2001/02                                                    | Sint-Truidense VV | België         | Eerste klasse  | 5          | 0          | 0     | 0     | –       | –       | 5      | 0      |
| 2002/03                                                    | Sint-Truidense VV | België         | Eerste klasse  | 11         | 0          | 2     | 0     | –       | –       | 13     | 0      |
| 2003/04                                                    | Sint-Truidense VV | België         | Eerste klasse  | 13         | 0          | 1     | 0     | 2       | 0       | 16     | 0      |
| 2004/05                                                    | KVC Westerlo      | België         | Eerste klasse  | 14         | 0          | 0     | 0     | 2       | 0       | 16     | 0      |
| 2005/06                                                    | Helmond Sport     | Nederland      | Eerste divisie | 31         | 1          | ?     | ?     | 2       | 0       | 33     | 1      |
| 2006/07                                                    | Helmond Sport     | Nederland      | Eerste divisie | 13         | 0          | ?     | ?     | –       | –       | 13     | 0      |
| 2006/07                                                    | → FC Eindhoven    | Nederland      | Eerste divisie | 7          | 0          | 0     | 0     | –       | –       | 7      | 0      |
| Carrièretotaal                                             | Carrièretotaal    | Carrièretotaal | Carrièretotaal | 94         | 1          | 3     | 0     | 6       | 0       | 103    | 1      |
| * Bevat wedstrijden uit de UEFA Intertoto Cup en play-offs |                   |                |                |            |            |       |       |         |         |        |        |
| Bijgewerkt op 28 april 2022                                |                   |                |                |            |            |       |       |         |         |        |        |